# Halozetes marinus
Halozetes marinus är en kvalsterart som först beskrevs av Lohmann 1907.  Halozetes marinus ingår i släktet Halozetes och familjen Ameronothridae.

## Underarter
Arten delas in i följande underarter:
- H. m. marinus
- H. m. devilliersi
- H. m. minor